# 茨城県道37号日立常陸太田線
茨城県道37号日立常陸太田線（いばらきけんどう37ごう ひたちひたちおおたせん）は、茨城県日立市から常陸太田市に至る県道（主要地方道）である。

## 概要
阿武隈高地（多賀山地）に隔てられた日立市と常陸太田市を東西に結ぶルートの一つ。茨城県日立市国分町一丁目の国道245号分岐から、常陸太田市茅根町の国道349号交点を終点とする主要地方道である。

### 路線データ
- 起点：茨城県日立市国分町1丁目109番地先（国道245号交点）[1]
- 終点：茨城県常陸太田市茅根町（国道349号交点＝茅根町交差点）
- 総延長：12.515 km[2]
- 重用延長：なし km[2]
- 未供用延長：なし[2]
- 実延長：12.515 km[2]
- 自動車交通不能区間延長[注釈 1]：なし[2]

## 歴史
1959年（昭和34年）10月14日、本路線の前身にあたる新たな県道として、起点を常陸太田市里野宮町、終点を日立市とする県道里野宮日立線を茨城県が県道路線認定している。また同日、現在の本路線とは別経路の日立市を起点、常陸太田市を終点とする（旧）県道日立常陸太田線が県道路線認定されたが、この路線は1982年（昭和57年）3月に路線認定の一部改正により県道常陸太田多賀線（現在の茨城県道61号日立笠間線の一部）に改められることとなる。
1982年（昭和57年）11月1日、本路線の前身にあたる県道里野宮日立線が主要地方道に昇格して、起点を日立市西成沢町3丁目、終点を常陸太田市里野宮町とする路線名称と路線区間が変更された主要地方道日立常陸太田線として再認定を受けた。これにより（旧）県道里野宮日立線の国道6号交点以東の残存区間は、県道会瀬港線に編入された。1995年（平成7年）の整理番号の再編成により、整理番号37となり現在に至る。

### 年表
- 1959年（昭和34年）10月14日：
  - 本路線の前身にあたる県道里野宮日立線（図面対照番号319）が路線認定される[5]。
  - 道路の区域は、常陸太田市里野宮町の主要地方道常陸太田塙線（現在の国道349号）分岐から日立市油縄子町の一級国道六号線交点までに決定する[6]。
  - 同名異路線である（旧）県道日立常陸太田線（日立市多賀町の一級国道六号線分岐から常陸太田市東一丁目の主要地方道常陸太田塙線交点まで、図面対照番号132）が路線認定される[3][7]。この路線はのちに、主要地方道日立笠間線の一部となる。
- 1976年（昭和51年）12月23日：里野宮日立線の常陸太田市茅根町 - 日立市諏訪町間の自動車通行不能区間（4.9 km、最小幅員1.0 m）の道路改良事業に伴う道路区域が指定される[8]。
- 1982年（昭和57年）11月1日
  - 現在の路線の前身にあたる県道里野宮日立線が、主要地方道昇格に伴う県道の路線認定の一部変更により、県道日立常陸太田線として再認定される[9]。
  - 道路区域を、日立市西成沢町3丁目 - 常陸太田市里野宮町の12.850 km区間に指定[10]
- 1982年（昭和57年）11月11日：常陸太田市茅根町 - 日立市諏訪町の狭隘路の拡幅改良バイパス道路（3.153 km）を供用開始[11]。
- 1987年（昭和62年）10月1日：常陸太田市茅根町 - 同市里野宮町（国道349号交点）の狭隘な旧道が指定解除され常陸太田市道へ降格[12]。
- 1993年（平成5年）5月11日：建設省から、県道日立常陸太田線が日立常陸太田線として主要地方道に指定される[13]。
- 1995年（平成7年）3月30日：整理番号56から現在の番号（整理番号37）に変更される[14]。
- 2015年（平成27年）
  - 3月12日：日立市国分町1丁目 - 同市鮎川町1丁目の468 m区間を追加道路区域に変更[1]。
  - 5月28日：日立市国分町1丁目 - 同市鮎川町1丁目の新追加区間（約0.4 km）を供用開始[15]。
- 2018年（平成30年）12月6日]：日立市鮎川町一丁目の区間延長を439 mに拡大する道路区域指定[16]。
- 2022年（令和4年）
  - 7月4日：日立市国分町1丁目の一部区間を供用開始[17]。
  - 7月14日：日立市鮎川町1丁目 - 同市鮎川町3丁目（日立化成山崎事業所前）を供用開始[18]。
- 2023年（令和5年）
  - 5月24日：日立市国分町1丁目 - 同市鮎川町1丁目（都市計画道路 鮎川停車場線、約0.85 km）を供用開始[19]。
  - 9月14日：日立市大久保町にバイパス（1.6 km）を新設する道路区域を指定[20]。
- 2024年（令和6年）4月1日：国道6号接続点を日立市西成沢町三丁目の「鮎川橋北交差点」から同市鮎川町六丁目の「油縄子交差点」に変更し、この付近の国道6号取り付け道路のルートを変更（上諏訪通りを区域除外）[21]。

### 旧道
- 上諏訪通り（日立市西成沢町三丁目202番1地先 - 日立市諏訪町三丁目21番地先まで）
国道6号交点（起点）の「鮎川橋北」交差点 - 日立市諏訪町3丁目の日立車検センター前の交差点までの約1.4 kmの区間。道路幅は1 - 1.5車線で西成沢町の鮎川の左岸沿いに東西に延びる。小刻みなカーブが続き、住宅密集地で見通しは悪い上に道路幅も比較的狭い区間であるので、対向車とすれ違いは注意を要する。2024年4月

## 路線状況
起点から諏訪梅林までの区間は通称上諏訪通りとよばれ、住宅街の狭い1〜1.5車線道路を通る。諏訪梅林近辺で市道 梅林通りと合流し、しばらくは鮎川の清流に沿って対向2車線の快適な道が続く。日立市諏訪町大平田の集落と鉱山を過ぎると道幅が狭くなり、カーブの連続と上り坂になる。市境を過ぎ常陸太田市に入ると一転して下り坂となるが、急カーブが多い対向1.5車線の狭い道路で速度制限が30km/hとなる。山を下ると再び2車線の快適な道となり、国道349号と合流する茅根町交差点で終点となる。
また、国道6号と国道245号を日立市鮎川町 - 同市国分町で連絡する街路（都市計画道路 鮎川停車場線）が、日立常陸太田線のバイパスとして整備が進められていたが、2023年5月24日に供用を開始した。

### 重複区間
- 国道6号（日立市鮎川町一丁目〈諏訪五差路交差点〉 - 同市鮎川町六丁目〈油縄子交差点〉）

## 地理

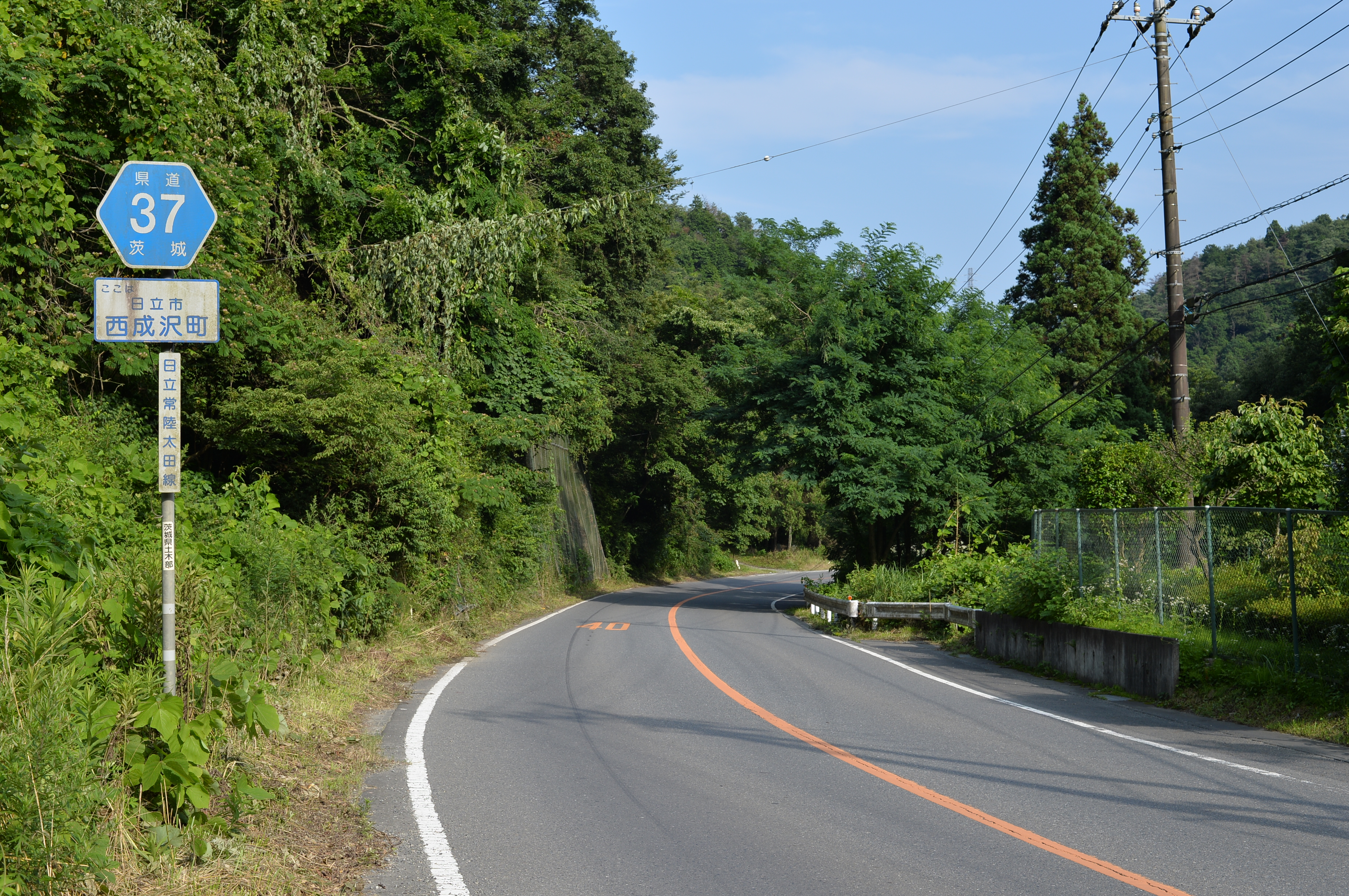
茨城県道37号日立常陸太田線
日立市西成沢町（2014年7月）

### 通過する自治体
- 日立市
- 常陸太田市

### 交差する道路
- 国道6号（日立市鮎川町一丁目〈諏訪五差路〉、鮎川橋北交差点、起点）
- 国道349号（常陸太田市茅野町 終点・栢野町交差点、終点）

### 沿線にある施設など
- レゾナック山崎事業所（桜川）（日立市鮎川町三丁目）
- 日立市立諏訪小学校（日立市諏訪町三丁目）
- 諏訪梅林（日立市諏訪町）
- 諏訪の水穴（日立市諏訪町）
- 日立セメント大平田鉱山（日立市諏訪町）
- 日立高鈴ゴルフ倶楽部（常陸太田市白羽根町）